# Il libro degli schizzi
Il libro degli schizzi di Geoffrey Crayon (The Sketch Book of Geoffrey Crayon, Gent.) di Washington Irving, è una raccolta di 34 fra saggi e racconti brevi edita per la prima volta nel 1819. Il libro si snoda tra la difesa di antichi valori (Sul carattere degli indiani d'America), l'omaggio e la celebrazione dei maestri (Stratford-on-Avon, Un Re poeta), il fantastico e l'arabesco (La leggenda della valle addormentata, Rip Van Winkle).
Insieme ai Leatherstocking Tales di James Fenimore Cooper, fu tra le prime opere di letteratura americana ad avere successo in Gran Bretagna e in Europa. Contribuì anche ad accrescere la reputazione degli scrittori americani presso un pubblico internazionale.

## Edizioni italiane
- Prima edizione italiana: UTET, 1931, pp. 293, a cura di G.L. Brezzo
  - Nuova edizione: UTET, 1961, pp. 466, a cura di G.L. Brezzo e Silvana Adami
- Washington Irving, Il libro degli schizzi, collana Biblioteca Universale Rizzoli, traduzione di Nora Gyarto e Beatrice Boffito Serra, Rizzoli, 1990, ISBN 9788817167598.
- Washington Irving, Il mistero di Sleepy Hollow e altri racconti, collana Grandi Tascabili Economici Newton, traduzione di Chiara Vatteroni, Newton Compton Editori, 2021, ISBN 9788822757104.